# Ang Chan Ier
Ang Chan Ier  (1476/1486 mort en  1555/1566),  prince Ang Chan, roi du Cambodge  de 1505 à 1555 ou de 1516 à 1566 sous les noms de règne de Barom Reachea II ou " Paramaraja II " en 1516 et "Soriyopor III", ou « Suriyabarna III » après 1539.

## Biographie
Ang Chan est le fils du roi Thommo Reachea Ier et de son épouse secondaire Maya Devi Buba. Dès l’avènement de son demi-frère Damkhat Sokonthor il se pose en prétendant au trône. Il prend le contrôle de la région de Phnom Penh. Vaincu par l’usurpateur Neay Kan il doit se réfugier dans le royaume d'Ayutthaya
Après huit années d’exil il obtient l’autorisation des Siamois de rentrer au Cambodge afin de faire valoir ses droits au trône. Il s’installe à Pursat et s’empare bientôt d’Angkor avant de signer une trêve avec l’usurpateur. 
Ang Chan Ier  prend alors contact avec les Portugais qui viennent d’aborder à Java pour équiper son armée de 150 canons et de 2 000 arquebuses. Avec cet armement moderne il reprend les hostilités à la fin de 1515 et la guerre civile dure encore 14 ans jusqu’à ce que les troupes d'Ang Chan investissent la forteresse de Samrong Prey Nokor où l’usurpateur s’était retranché. Après trois mois de siège elle est prise d’assaut; Kan fait prisonnier est immédiatement exécuté en 1529.
Vers 1525 Ang Chan Ier rejette la suzeraineté du Siam imposée à son père ce qui  entraîne une réaction immédiate des Thaïs du roi Ramathibodi II qui envahissent le Cambodge. Ils subissent une lourde défaite à proximité d’Angkor près d’un village qui et désormais connu le nom de « Siêm Reap » (i.e l'écrasement des Siamois). Trois ans après jugeant la situation de la capitale intenable il fonde la ville de Lovek dans laquelle s’établit la cour où il se fera solennellement couronner en 1539.
En 1533 Ang Chan Ier avait profité de  la guerre civile qui déchirait le royaume d'Ayutthaya pour effectuer un raid dans la province de  Prachin. En 1534 il brise la tentative d’usurpation du prince Ponhea Ong, le fils de  Srey Reachea Ramathuppdey I élevé au Siam depuis sa naissance, qui voulait se rendre maître des régions du nord  du Cambodge avec l’aide d'un parti de Siamois. Le prétendant est tué près de Pursat avec 10 000 Siamois. En 1549 il doit sous la menace d'un intervention du roi Chakkraphat d'Ayutthaya   lui envoyer un éléphant blanc en signe d'allégeance.  
À partir de 1550 le roi Ang Chan Ier fait sculpter les bas reliefs du nord-est de la troisième enceinte d’Angkor Vat. En 1555 se présente à la cour de Lovek un dominicain portugais Gaspar de Souza  qui séjourne deux ans à la cour du roi avant de regagner Malacca en 1557 nouant ainsi des relations avec les Occidentaux qui seront exploitées par ses successeurs.
En 1564 Ang Chan Ier met encore à profit une offensive générale des Birmans du roi Bayinnaung contre le royaume d'Ayutthaya pour pousser une avancée sans lendemain jusque sous les murs de la capitale Ayutthaya.
Ang Chan Ier meurt âgé de 80 ans en 1566 Pendant son long règne  le roi Ang Chan Ier avait su mettre à profit les guerres civiles qui avaient déstabilisé le Siam puis les attaques dévastatrices lancées à l’ouest par les Birmans de la dynastie Taungû contre le royaume d'Ayutthaya pour restaurer provisoirement la puissance de l’État khmer.

## Postérité
Ang Chan Ier laisse plusieurs enfants :
- Barom Reachea III
- Princesse Devi Kshatriyi né en 1538 morte en 1601 qui exercera la régence pendant les troubles de la fin du siècle (1594-1601) pour le compte de ses neveux et petits-neveux.